# 케빈 스튜어트
케빈 린폴드 스튜어트(Kevin Linford Stewart , 1993년 9월 7일 ~ )은 잉글랜드의 축구 선수이다. 현재 블랙풀 FC 소속으로 뛰고 있다.